# Simón ben Zemah Durán
Simeon ben Zemah Durán, también Tzemach Durán (Mallorca, 1361 – Argelia, 1444) (hebreo: שמעון בן צמח דוראן), conocido como Rashbatz (רשב"ץ) o Tashbatz, fue una autoridad rabínica, estudiante de filosofía, astronomía, matemáticas y especialmente de medicina, que ejerció durante algunos años en Palma de Mallorca. Está considerado uno de los grandes poskim del siglo XV. Buena parte de sus obras y comentarios han sido repetidamente editados en las principales comunidades judías europeas durante siglos. Durán fue el primer rabino de los reinos ibéricos en recibir un sueldo fijo de la comunidad por sus servicios.

## Biografía
Simeon ben Tzemach nació en el mes hebreo de Adar, en 1361 en Palma de Mallorca. Era hijo de Astruc Zemah Durán, hermano del médico Astruc Durán y sobrino nieto de Gersónides. Estudió con Ephraim Vidal y Jonah de Maestre, rabino en Zaragoza o en Calatayud, con cuya hija Bongoda se casó.
Tras la persecución de 1391 en las Islas Baleares y Mallorca, huyó de España con su padre y su hermana. Fue el último rabino no clandestino de la isla: a partir de él se mantuvo únicamente el criptojudaísmo de los chuetas (en mallorquín xuetes), que tuvo su punto álgido en los actos de fe del año 1691.  
La familia recaló en Argelia donde, además de continuar con sus prácticas de medicina, prosiguió por un tiempo con sus estudios. En 1394 él y el rabino argelino Isaac ben Sheshet (conocido como Rivash) redactaron unos estatutos para la comunidad judía de Argelia. Al retirarse Rivash, Durán pasó a ser el rabino de Argelia (1407). A diferencia de su predecesor, se negó a recibir la confirmación de su nombramiento por parte del regente. Durán había perdido todas sus pertenencias durante la masacre de Palma, por lo que se vio forzado a aceptar una asignación de la comunidad al no tener otro medio de vida. Mantuvo el cargo hasta su muerte. Su epitafio, escrito por él mismo, se imprimió por primera vez, a partir de un manuscrito, en Orient, Lit. v. 452. Según Joseph Sambari, Simeon era muy respetado en los círculos de la corte (Medieval Jew. Chron. i. 130). Le sucedió su hijo Solomon ben Simon Durán, conocido como Rashbash.

## Obra
Fue un autor prolífico. Escribió comentarios a varios tratados del Mishná y el Talmud y a la autoridad rabínica Isaac Alfasi. Trató varios dogmas religiosos, así como el rito de sinagoga de Argelia, mientras que en sus responsa mostró un profundo conocimiento de toda la literatura de la Halajá. Destacó como polemista en sus escritos contra el célebre teólogo Hasdai Crescas; defiende a Maimónides en su comentario del Pentateuco, donde polemiza con Gersónides y acerca del Libro de Job. No es improbable la tradición que le atribuye el poema histórico-didáctico Seder ha-Mishneh leha-Rambam. Escribió también un número considerable de poemas, tanto religiosos como seculares; hizo comentarios al Pesah Haggadah, al Hoshanot, a la obra de poetas anteriores y escribió un gran número de panfletos.
Su obra más conocida son las Tashbets o Responsa, una recopilación de 802 preguntas y respuestas halájicas. En el terreno de las ideas y creencias, el rabino Durán escribió un libro monumental llamado «Magen Avot» (En defensa de nuestros padres) que fue polémico frente a cristianos y musulmanes e influyó en el filósofo judío Joseph Albo, discípulo de Crescas. El libro consta de cuatro tratados, publicados a veces como obras independientes; su importancia radica en que reduce los trece artículos de fe de Maimónides a tres dogmas esenciales (existencia de Dios, origen divino de la Ley Judía y realidad de la recompensa y retribución divina).
En el primer tratado (חלק א’ ממעל), se ocupa de temas relacionados con la teología. La existencia, unidad e incorporeidad de Dios, etc. Este tratado fue escrito principalmente en el contexto de la filosofía aristotélica, predominante en su tiempo, similar a lo que hoy se considera un «pensamiento secular». En el segundo tratado (חלק שוסינו) explica el concepto de Tora Min haShamayim, es decir, el origen divino de la Torá, la profecía, la Torá oral, etc. El tercer tratado (חלק יעקב) trata principalmente de las creencias judías, de la inmortalidad del alma y la resurrección. 
Dentro de estos libros escribió un largo capítulo en el que compara de forma crítica al judaísmo con el cristianismo y el islam. Se entiende que lo escribió para dar opción a los judíos de defenderse del acoso a que eran sometidos por parte de predicadores de ambas religiones para que abandonaran su fe. Es un libro no únicamente apologético, sino también muy crítico con ambas fes y fue censurado durante siglos; en 1785 se publicó en Liorna, Italia, como librito independiente, bajo el nombre de Qeshet uMagen (La flecha y el Escudo).
La cuarta parte es un comentario sobre Pirkei Avot, que se ocupa principalmente de la ética judía. 